# Brown Willy
Brown Willy är en kulle i Storbritannien.   Den ligger i grevskapet Cornwall och riksdelen England, i den södra delen av landet, 300 km väster om huvudstaden London. Toppen på Brown Willy är 265 meter över havet. Brown Willy ingår i Hingston Down.
Terrängen runt Brown Willy är huvudsakligen platt, men åt sydväst är den kuperad. Runt Brown Willy är det ganska tätbefolkat, med 86 invånare per kvadratkilometer. Närmaste större samhälle är Bodmin, 14,5 km sydväst om Brown Willy. Trakten runt Brown Willy består i huvudsak av gräsmarker.